# Kim Long, Tam Dương
Kim Long là một thị trấn thuộc huyện Tam Dương, tỉnh Vĩnh Phúc, Việt Nam.

## Địa lý
Thị trấn Kim Long nằm ở phía đông huyện Tam Dương, có vị trí địa lý:
- Phía đông giáp huyện Bình Xuyên và huyện Tam Đảo
- Phía tây giáp xã Hướng Đạo
- Phía nam giáp xã Thanh Vân và thành phố Vĩnh Yên
- Phía bắc giáp huyện Tam Đảo.

Thị trấn có diện tích 15,10 km², dân số năm 2022 là 12.550 người, mật độ dân số đạt 831 người/km².

## Lịch sử
Ngày 13 tháng 2 năm 2023, Ủy ban Thường vụ Quốc hội ban hành Nghị quyết số 730/NQ-UBTVQH15 (nghị quyết có hiệu lực từ ngày 10 tháng 4 năm 2023). Theo đó, thành lập thị trấn Kim Long trên cơ sở toàn bộ 15,10 km² diện tích tự nhiên và 12.550 người của xã Kim Long.